# Tảo nước ngọt
Tảo nước ngọt (tên khoa học là Spirulina platensis) là một loại vi tảo dạng sợi xoắn màu xanh lục, chỉ có thể quan sát thấy hình xoắn sợi do nhiều tế bào đơn cấu tạo thành dưới kính hiển vi. Những nghiên cứu mới nhất lại cho biết chúng cũng không phải thuộc chi Spirulina mà lại là thuộc chi Arthrospira. Tên khoa học hiện nay của loài này là Arthrospira platensis, thuộc bộ Oscilatoriales, họ Cyanobacteria. Tảo Spirulina đã được nghiên cứu từ nhiều năm nay. Chúng có những đặc tính ưu việt và giá trị dinh dưỡng cao. Các nhà khoa học trên thế giới đã coi tảo Spirulina là sinh vật có ích cho loài người. Loại tảo này do tiến sĩ Clement người Pháp tình cờ phát hiện vào những năm 1960 khi đến hồ Tchad ở Trung Phi. Nhà khoa học này không khỏi kinh ngạc khi vùng đất cằn cỗi, đói kém quanh năm nhưng những thổ dân ở đây rất cường tráng và khỏe mạnh. Khi Clement tìm hiểu về thức ăn của họ, bà phát hiện trong mùa không săn bắn, họ chỉ dùng một loại bánh màu xanh mà nguyên liệu chính là thứ họ vớt lên từ hồ. Qua phân tích, bà phát hiện ra loại bánh có tên Dihe này chính là tảo Spirulina.
Tổ chức Y tế Thế giới (WHO/OMS) công nhận tảo Spirulina là thực phẩm bảo vệ sức khỏe tốt nhất của loài người trong thế kỉ 21. Cục quản lý Thực phẩm và Dược phẩm Hoa Kỳ (FDA) công nhận nó là một trong những nguồn protein tốt nhất.